# Drosophila kuntzei
Drosophila kuntzei är en tvåvingeart som beskrevs av Oswald Duda 1924. Drosophila kuntzei ingår i släktet Drosophila och familjen daggflugor.
Artens utbredningsområde är Europa.